# Ярджиловці
Я́рджиловці (болг. Ярджиловци) — село в Перницькій області Болгарії. Входить до складу общини Перник.

## Населення
За даними перепису населення 2011 року у селі проживали 1079 осіб, з них 1064 особи (99,8%) — болгари.
Розподіл населення за віком у 2011 році:
Динаміка населення: